# San Antonio (província)

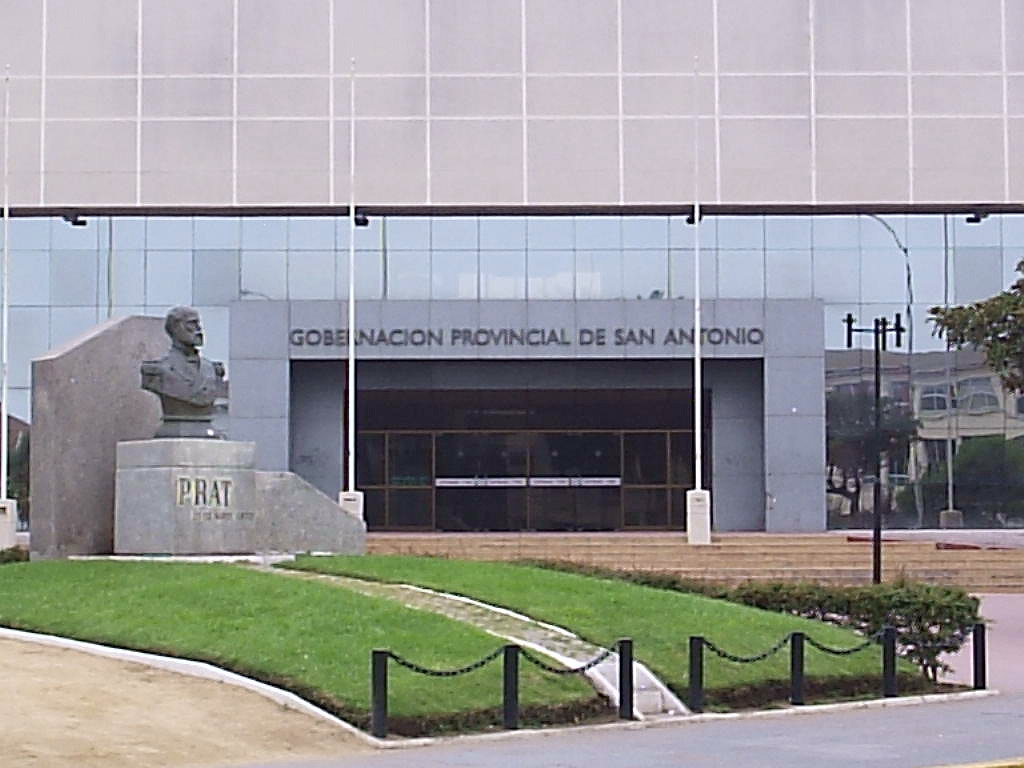
Governo provincial de San Antonio

San Antonio é uma província do Chile localizada na região de Valparaíso. Possui uma área de 1.511,6 km² e uma população de 136.594 habitantes (2002). Sua capital é a cidade de San Antonio. 

## Comunas
A província está dividida em 6 comunas:  
- Algarrobo
- El Quisco
- El Tabo
- Cartagena
- San Antonio
- Santo Domingo